# کرایست‌چرچ
کرایست‌چرچ (به انگلیسی: Christchurch) شهری واقع در استان کانتربوری در کشور نیوزیلند است. این شهر ساحلی مهم‌ترین و بزرگ‌ترین کلان‌شهر در جزیره جنوبی (دومین در کل کشور) است. جمعیت کرایست‌چرچ براساس سرشماری سال ۲۰۲۲ میلادی ۳۷۷٫۹۰۰ نفر و جمعیت کلان‌شهر (کرایست‌چرچ و حومه) حدوداً ۳۸۹٫۳۰۰ نفر است.

## تاریخچه

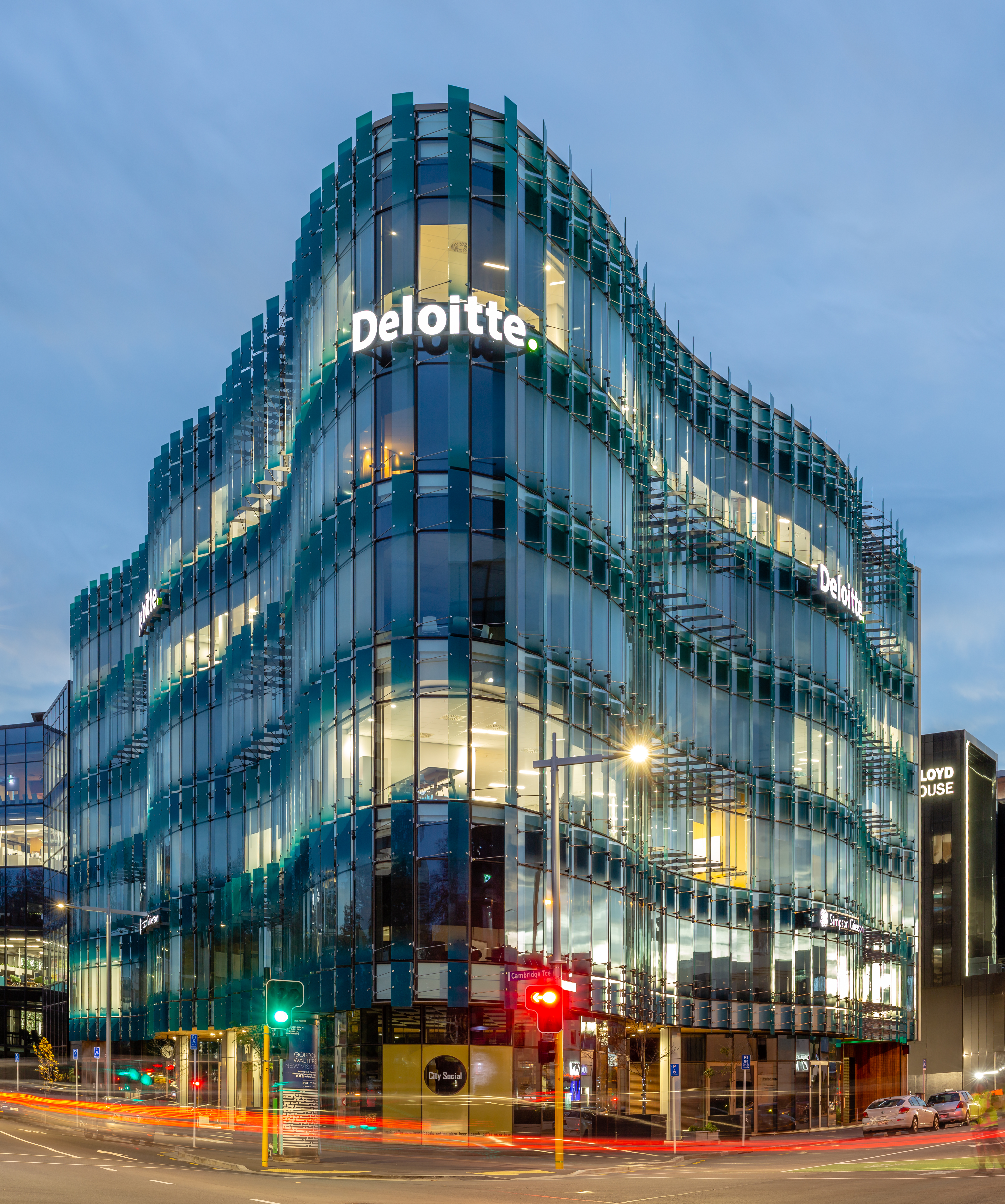
شفق صبحگاهی از نمای بیرونی ساختمان اداری دِلویت در شهر کرایست‌چرچ.

تاریخ شفاهی مائوری‌ها حکایت از آن دارد که این منطقه از حدود قرن شانزدهم میلادی توسط شکارچی‌های موا مسکون بوده‌است. نام آن در زمان مائوری‌ها (پیش از آمدن اروپاییان)، اوتائوتاهی (Otautahi) بود. اولین افرادی که به این ناحیه آمدند، گروهی بودند که در حدود سالهای ۱۰۰۰ تا ۱۲۵۰ میلادی در اینجا به شکار می‌پرداختند. در قرن ۱۶ میلادی، اولین قبیلهٔ مائوری در اینجا ساکن شد. سپس، قبیلهٔ دیگری بنام نای‌تاهو (Ngāi Tahu) در شمال شهر اسکان گرفتند و بیشتر به‌تجارت سنگ سبز شبیه یشم مشغول بودند.
این شهر در سال ۱۸۴۳ توسط مهاجرین انگلیسی پایه‌گذاری شد. در سال ۱۸۵۰ چهار کشتی از انگلیس ۷۹۲ مهاجر را برای توسعهٔ کرایست‌چرچ آوردند؛ این کشتیها در بندر لیتل‌تون (Lyttelton) پهلو گرفتند.

## جغرافیا
کرایست‌چرچ با ۴۵۲ کیلومتر‌مربع وسعت، مرکز استان کانتربوری است. کرایست‌چرچ از شرق به اقیانوس آرام و از جنوب به بلندی‌های پرت‌هیل محدود می‌شود ولی از طرف غرب به دشت کانتربوری باز است. دو رود به نامهای ای‌وون (Avon) و هث‌کوت (Heathcote) از داخل کرایست‌چرچ میگذرند و رودخانه وایماکاریری در شمال شهر جریان دارد که در‌نهایت به اقیانوس آرام می‌ریزد.
کرایست‌چرچ دارای  یکی از بهترین آب آشامیدنی های جهان می‌باشد.

## آب و هوا
شهر کرایست‌چرچ دارای زمستان‌های نسبتاً سرد است و برف و یخبندان و دمای زیر صفر درجه عادی می‌باشد. در بهار و پاییز دما معتدل و در تابستان هوا نسبتاً گرم است.
| داده‌های اقلیم کرایست‌چرچ (۱۹۸۱–۲۰۱۰) | داده‌های اقلیم کرایست‌چرچ (۱۹۸۱–۲۰۱۰) | داده‌های اقلیم کرایست‌چرچ (۱۹۸۱–۲۰۱۰) | داده‌های اقلیم کرایست‌چرچ (۱۹۸۱–۲۰۱۰) | داده‌های اقلیم کرایست‌چرچ (۱۹۸۱–۲۰۱۰) | داده‌های اقلیم کرایست‌چرچ (۱۹۸۱–۲۰۱۰) | داده‌های اقلیم کرایست‌چرچ (۱۹۸۱–۲۰۱۰) | داده‌های اقلیم کرایست‌چرچ (۱۹۸۱–۲۰۱۰) | داده‌های اقلیم کرایست‌چرچ (۱۹۸۱–۲۰۱۰) | داده‌های اقلیم کرایست‌چرچ (۱۹۸۱–۲۰۱۰) | داده‌های اقلیم کرایست‌چرچ (۱۹۸۱–۲۰۱۰) | داده‌های اقلیم کرایست‌چرچ (۱۹۸۱–۲۰۱۰) | داده‌های اقلیم کرایست‌چرچ (۱۹۸۱–۲۰۱۰) | داده‌های اقلیم کرایست‌چرچ (۱۹۸۱–۲۰۱۰) |
| ماه                                 | ژانویه                              | فوریه                               | مارس                                | آوریل                               | مه                                  | ژوئن                                | ژوئیه                               | اوت                                 | سپتامبر                             | اکتبر                               | نوامبر                              | دسامبر                              | سال                                 |
| ----------------------------------- | ----------------------------------- | ----------------------------------- | ----------------------------------- | ----------------------------------- | ----------------------------------- | ----------------------------------- | ----------------------------------- | ----------------------------------- | ----------------------------------- | ----------------------------------- | ----------------------------------- | ----------------------------------- | ----------------------------------- |
| میانگین بیش‌ترین °C (°F)             | ۲۲٫۷ (۷۳)                           | ۲۲٫۱ (۷۲)                           | ۲۰٫۵ (۶۹)                           | ۱۷٫۷ (۶۴)                           | ۱۴٫۷ (۵۸)                           | ۱۲٫۰ (۵۴)                           | ۱۱٫۳ (۵۲)                           | ۱۲٫۷ (۵۵)                           | ۱۵٫۳ (۶۰)                           | ۱۷٫۲ (۶۳)                           | ۱۹٫۳ (۶۷)                           | ۲۱٫۱ (۷۰)                           | ۱۷٫۲ (۶۳)                           |
| میانگین روزانه °C (°F)              | ۱۷٫۵ (۶۴)                           | ۱۷٫۲ (۶۳)                           | ۱۵٫۵ (۶۰)                           | ۱۲٫۷ (۵۵)                           | ۹٫۸ (۵۰)                            | ۷٫۱ (۴۵)                            | ۶٫۶ (۴۴)                            | ۷٫۹ (۴۶)                            | ۱۰٫۳ (۵۱)                           | ۱۲٫۲ (۵۴)                           | ۱۴٫۱ (۵۷)                           | ۱۶٫۱ (۶۱)                           | ۱۲٫۲ (۵۴)                           |
| میانگین کم‌ترین °C (°F)              | ۱۲٫۳ (۵۴)                           | ۱۲٫۲ (۵۴)                           | ۱۰٫۴ (۵۱)                           | ۷٫۷ (۴۶)                            | ۴٫۹ (۴۱)                            | ۲٫۳ (۳۶)                            | ۱٫۹ (۳۵)                            | ۳٫۲ (۳۸)                            | ۵٫۲ (۴۱)                            | ۷٫۱ (۴۵)                            | ۸٫۹ (۴۸)                            | ۱۱٫۰ (۵۲)                           | ۷٫۳ (۴۵)                            |
| بارندگی میلی‌متر (اینچ)              | ۳۸٫۳ (۱٫۵۱)                         | ۴۲٫۳ (۱٫۶۷)                         | ۴۴٫۸ (۱٫۷۶)                         | ۴۶٫۲ (۱٫۸۲)                         | ۶۳٫۷ (۲٫۵۱)                         | ۶۰٫۹ (۲٫۴)                          | ۶۸٫۴ (۲٫۶۹)                         | ۶۴٫۴ (۲٫۵۴)                         | ۴۱٫۱ (۱٫۶۲)                         | ۵۲٫۸ (۲٫۰۸)                         | ۴۵٫۸ (۱٫۸)                          | ۴۹٫۵ (۱٫۹۵)                         | ۶۱۸٫۲ (۲۴٫۳۴)                       |
| میانگین روزهای بارندگی (≥ ۱.۰ mm)   | ۵٫۸                                 | ۵٫۶                                 | ۶٫۲                                 | ۶٫۷                                 | ۷٫۶                                 | ۸٫۹                                 | ۸٫۲                                 | ۸٫۲                                 | ۶٫۱                                 | ۶٫۹                                 | ۶٫۵                                 | ۷٫۳                                 | ۸۴٫۰                                |
| درصد رطوبت                          | ۸۱٫۱                                | ۸۶٫۲                                | ۸۶٫۰                                | ۸۹٫۰                                | ۹۱٫۴                                | ۹۲٫۰                                | ۹۲٫۰                                | ۸۷٫۶                                | ۷۹٫۶                                | ۷۸٫۹                                | ۷۸٫۱                                | ۷۸٫۹                                | ۸۴٫۸                                |
| میانگین روزانه ساعت‌های تابش آفتاب   | ۲۳۷٫۹                               | ۱۹۵٫۰                               | ۱۹۱٫۲                               | ۱۶۲٫۶                               | ۱۴۰٫۸                               | ۱۱۷٫۱                               | ۱۲۷٫۱                               | ۱۵۳٫۹                               | ۱۶۹٫۵                               | ۲۰۳٫۸                               | ۲۲۳٫۷                               | ۲۱۹٫۹                               | ۲٬۱۴۲٫۵                             |
| منبع: NIWA Science climate data     |                                     |                                     |                                     |                                     |                                     |                                     |                                     |                                     |                                     |                                     |                                     |                                     |                                     |

## مردم‌شناسی

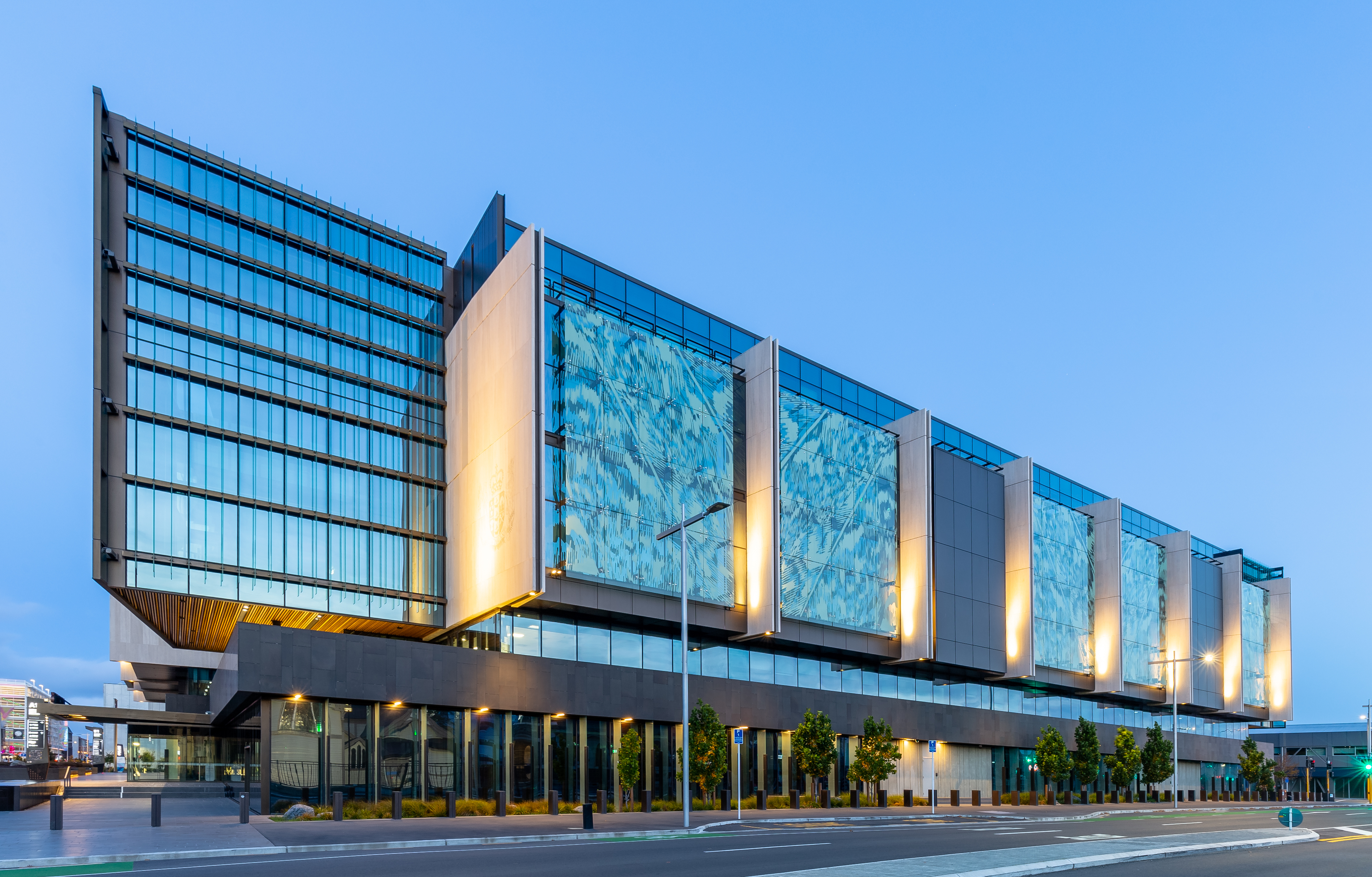
نگاره‌ای در ساعات آبی از ساختمان دادسرای کرایست‌چرچ، در استان کانتربری، نیوزیلند. این بنا در سبک معماری مدرن ساخته شده‌است.

نسبت جمعیت اروپایی تبارها در کرایست‌چرچ به سایر شهرهای بزرگ نیوزیلند بیشتر می‌باشد که بیشتر آن‌ها نوادگان مهاجران بریتانیایی و ایرلندی هستند اما نوادگان مهاجرانی که از آلمان، ایتالیا، یوگسلاوی، هلند، سوئیس، استرالیا، آمریکا و کانادا آمده‌اند هم جمعیت قابل توجهی دارند. مائوریها و آسیاییها بخش بزرگی از جمعیت را شامل می‌شوند.
در کل شهر کرایست‌چرچ دارای جامعه چند فرهنگی می‌باشد که بیش از صد و پنجاه قومیت در آن زندگی می‌کنند و حدوداً ۲۰٪ جمعیت خارج از کشور متولد شدند.

## جاذبه‌های گردشگری

سراسرنمایی از نگارخانه هنر کرایست‌چرچ در شهر کرایست‌چرچ، نیوزیلند. نگارخانه هنر کرایست‌چرچ، یک موزهٔ هنری و نگارخانه عمومی است که در سال ۲۰۰۳ میلادی، بنیان‌گذاشته شد.

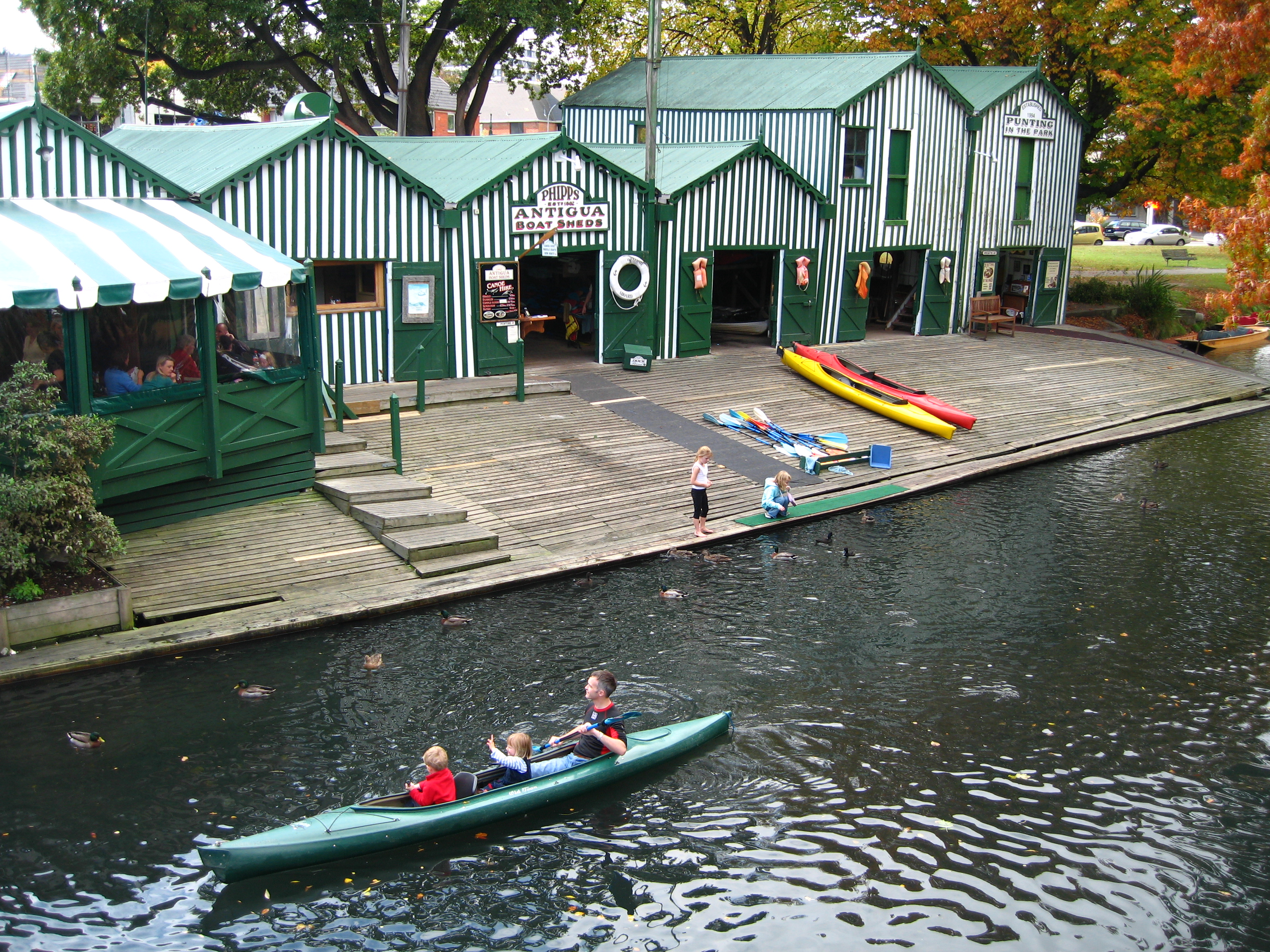
قایق‌سواری در رودخانه آوون

شهر کرایست‌چرچ به واسطه پارک‌ها و فضاهای سبز وسیع و زیبا و باغچه‌های خانگی زیبا و متنوع در منازل که کرایست‌چرچ را به یکی از سبزترین نقاط شهری جهان تبدیل کرده‌است، به شهر باغ‌ها شناخته می‌شود. در مرکز شهر کافه‌ها و رستوران‌های زیادی با استانداردهای بین‌المللی وجود دارد. همچنین مرکز شهر میزبان تالارهای بزرگ کنسرت، تئاتر و سینما و دیسکوهای شبانه و فروشگاه‌های بزرگی می‌باشد که گردشگران بسیاری را از نقاط مختلف دنیا به خود جذب می‌کند. شهر کرایست‌چرچ سالانه میزبان جشن‌ها و جشنواره‌های بزرگ بین‌المللی مختلفی می‌باشد.
از مکان‌های دیدنی این شهر می‌توان به پارک هاگلی، موزه کانتربوری، میدان کاتدرال و کلیسای جامع کرایست چرچ اشاره کرد.
شهر کرایست‌چرچ به انگلیسی‌ترین شهر در خارج از بریتانیا معروف است که این لقب رابه واسطهٔ معماری و نحوه شهرسازی انگلیسی خود داراست.

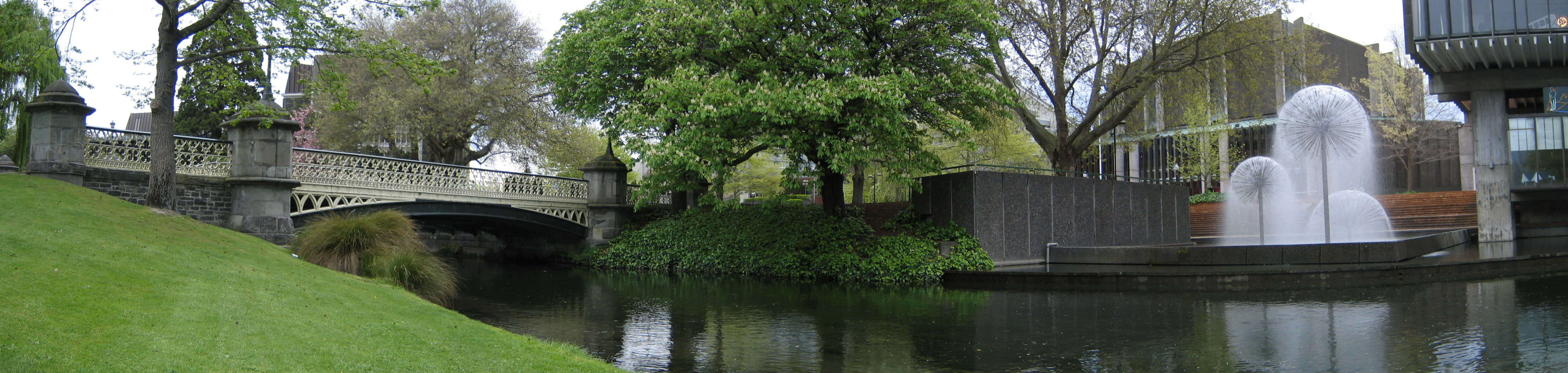
رودخانه آوون در میدان ویکتوریا

## آموزش
دانشگاه کانتربوری از دانشگاه‌های مطرح جهان در این شهر قرار دارد.
از دانشگاه‌های دیگر در این شهر می‌توان به دانشگاه لینکلن، دانشگاه علوم پزشکی اتاگو و دانشگاه پلی‌تکنیک کرایست‌چرچ اشاره کرد.
ارنست رادرفورد، فیزیکدان هسته‌ای برجسته در این شهر به دانشگاه رفت.

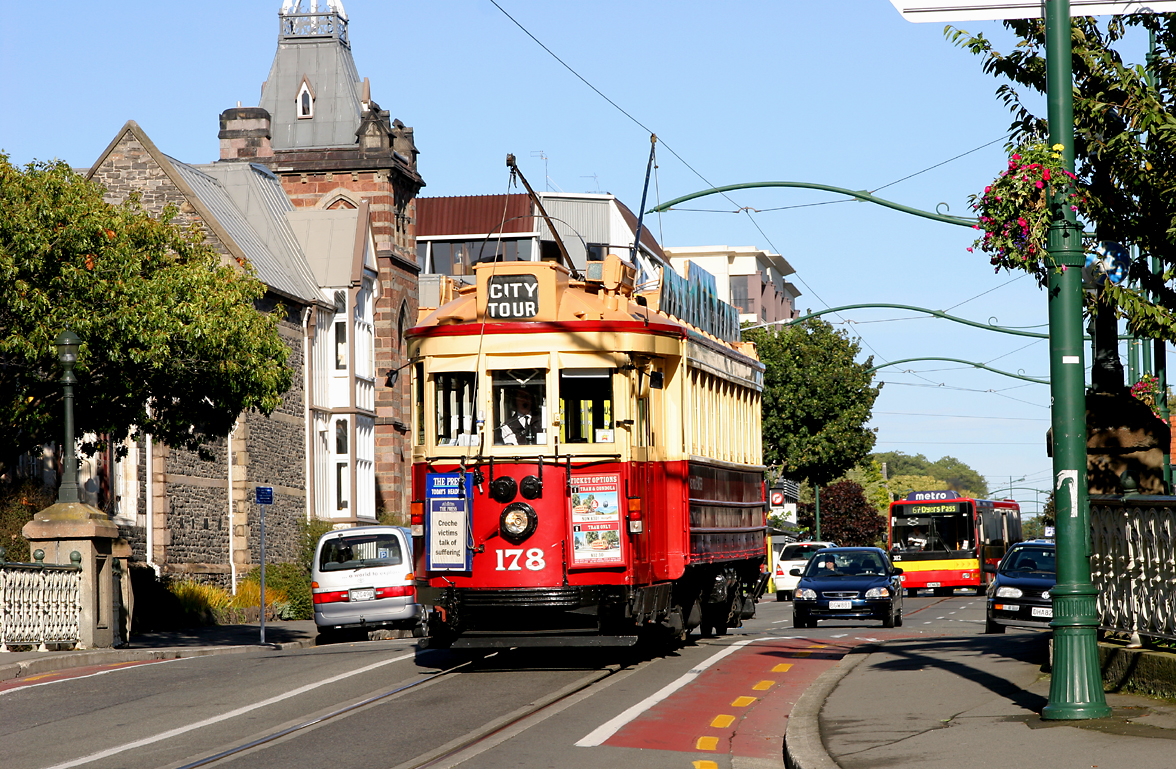
تراموای تاریخی کرایست‌چرچ

## حمل و نقل
تراموای تاریخی کرایست‌چرچ از سال ۱۸۸۲ کار خود را آغاز کرد ولی امروزه از آن برای جذب گردشگر و تور شهر استفاده می‌شود.
حمل و نقل عمومی در کرایست‌چرچ بیشتر با اتوبوس است. اما بیشتر مردم از خودروهای شخصی استفاده می‌کنند.
فرودگاه بین‌المللی کرایست‌چرچ دارای برنامه پرواز مستقیم به نقاط مختلف دنیا از جمله پروازهای منظم رفت و برگشت روزانه به مقصد فرودگاه بین‌المللی دبی می‌باشد.

## رسانه‌ها
روزنامه پرس با بیش از نود هزار نسخه فروش روزانه پر فرش‌ترین روزنامه در جزیره جنوبی و سومین روزنامه پر فرش در کشور است و از قدیمی‌ترین روزنامه‌های کشور و شهر (۱۸۶۳) می‌باشد.
شبکه استانی کانتربوری (CTV) مهم‌ترین تلویزیون محلی در این منطقه می‌باشد که با سایر شبکه‌های محلی و سراسری به رقابت می‌پردازذ.

## زمین لرزهای ویرانگر

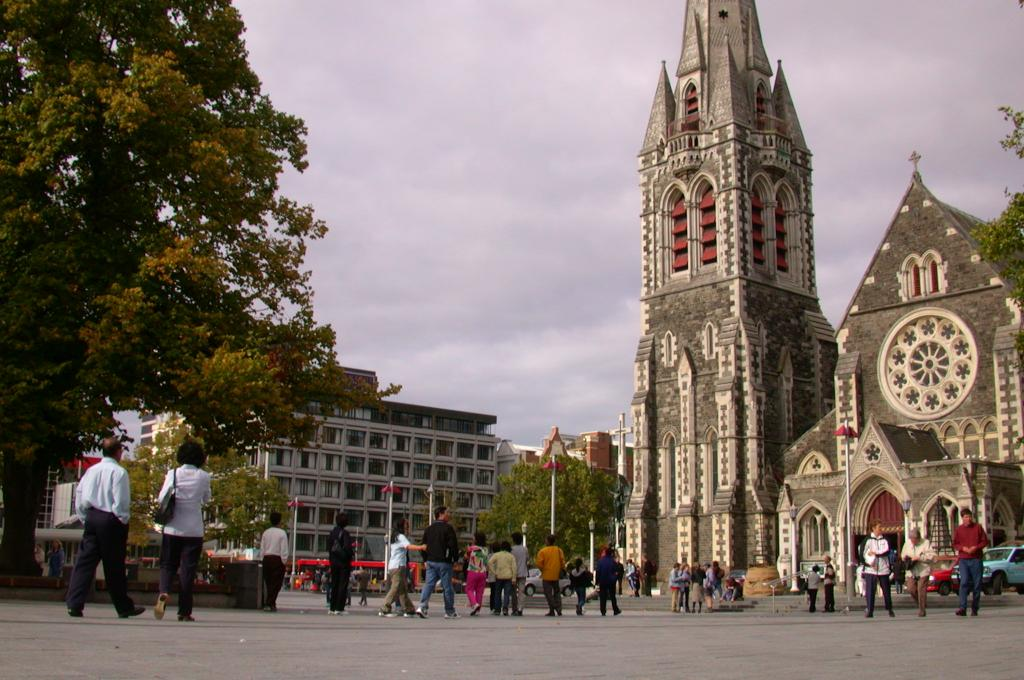
مرکز شهر کرایست‌چرچ

زلزله‌ای مهیب با قدرت ۷٬۴ در عمق ده کیلومتری زمین در ساعت ۴:۳۰ بامداد روز شنبه چهارم سپتامبر، شهر کرایست‌چرچ را به مدت ۴۰ ثانیه لرزاند و باعث خرابی سیم‌های برق، ترک در برخی خیابان‌ها و نمای ساختمان‌های تاریخی شد، اما حادثه تلفات جانی در برنداشته‌است.
در فاصلهٔ کمتر از شش ماه زمین لرزه دیگری با قدرت تخریبی بیشتر منجر به وقوع خسارات وسیع تری در سطح شهر شد.

## شهرهای خواهرخوانده
- آدلاید، استرالیا
- کرایست‌چرچ، انگلستان
- لانژو، چین
- کوراشیکی، ژاپن
- سیاتل، واشینگتن، ایالات متحده آمریکا
- سونگپاگو، کره جنوبی
- ووهان، چین[۱۶]

## حمله تروریستی مسجدهای کرایست‌چرچ
در ۱۵ مارس ۲۰۱۹، یک مرد استرالیایی ۲۸ ساله و راست‌گرای افراطی با ورود به دو مسجد النور و لینوود در شهر کرایست چرچ شروع به تیراندازی به سمت افراد درون مسجد کرد که موجب کشته شدن ۵۱ نفر و زخمی شدن ۴۰ نفر از آنان شد. این تروریست ساعتی پس از حادثه دستگیر شد و در دادگاه محکوم به حبس ابد بدون فرجام گردید.